# Горопеке
Горопеке (словен. Goropeke) — поселення в общині Жири, Горенський регіон, Словенія. Висота над рівнем моря: 683,4 м.